# Египетско-суданские отношения
Египетско-суданские отношения — двусторонние дипломатические отношения между Египтом и Суданом. Протяжённость государственной границы между странами составляет 1276 км.

## История

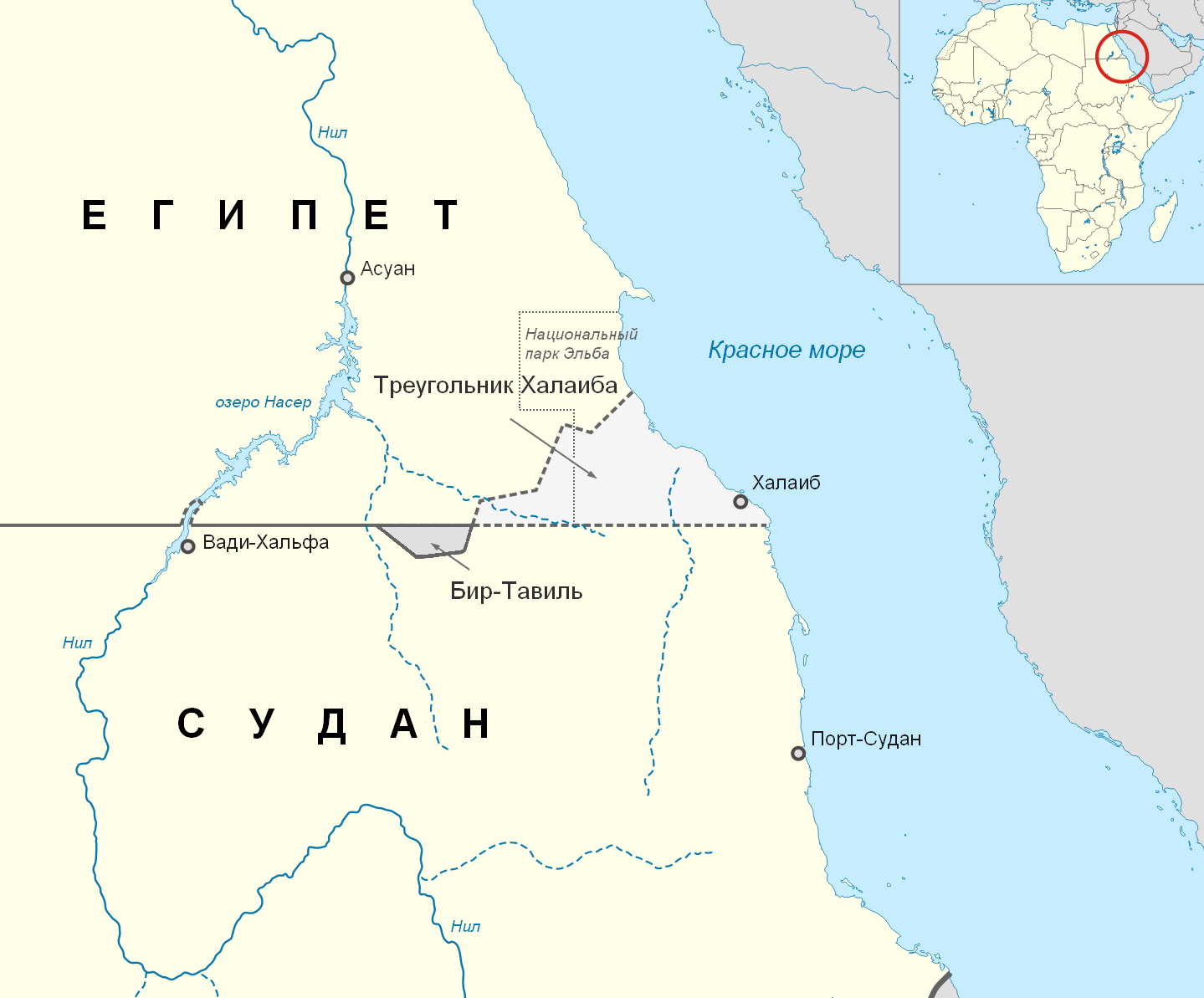
Спорные участки границы

Египет и Судан связывают давние культурные и исторические связи. С 1899 по 1956 год Судан был кондоминиумом Египта и Великобритании. В 1979 году Судан стал одной из немногих арабских стран, поддержавших решение президента Египта Анвара Садата подписать мирный договор с Израилем. Затем, президент Судана Джафар Мухаммед Нимейри сыграл ведущую роль для восстановления авторитета Египта при контактах с остальной частью Арабского мира. В 1985 году Джафар Мухаммед Нимейри находился в Египте после поездки в Соединенные Штаты Америки, когда его правительство было свергнуто. Египетский президент Хосни Мубарак предоставил политическое убежище Джафару Нимейри и отклонил последующие запросы Судана о его выдаче. Начиная с 1986 года отношения между странами постепенно улучшались, и к тому времени, когда произошел государственный переворот в Судане в 1989 году, они уже были относительно нормальными. Но с 1989 года Судан начал дистанцироваться от своих традиционных союзников: Египта и Соединенных Штатов Америки. В 1991 году отношения Судана и Египта были напряжёнными. Это было частично связано с тем, что Каир поддерживал Джафара Мухаммеда Нимейри до 1985 года.
Отношения с Египтом неуклонно ухудшались после прихода к власти в Судане Совета командования революции национального спасения. Омар аль-Башир был убежден, что Египет поддерживает оппозиционных политиков Судана, некоторые из которых, включая Ахмеда Али аль-Миргани, получили политическое убежище в этой стране. Египет разрешил оппозиционной суданской партии Национально-демократический альянс действовать на своей территории. Ахмед Али аль-Миргани и другие египетские оппозиционные лидеры, в том числе Джафар Нимейри, регулярно критиковали правительство Судана находясь в Каире. Совет командования революции национального спасения считал, что можно предоставлять убежище исламским активистам, против которых в Египте заведены уголовные дела, а также финансировать деятельность Национального исламского фронта на территории Египта для осуществления нападений на противников суданского режима. В начале 1990 года египетское правительство пригласило высокопоставленную делегацию Народной армии освобождения Судана в Каир, что серьёзно накалило отношения с Суданом. В 1990 году Хосни Мубарак обвинял Судан в размещении иракских ракет на своей территории и намерении атаковать Асуанскую плотину, что было категорически опровергнуто Советом командования революции национального спасения. В 1991 году Судан отказался присоединиться к арабской коалиции и воевать против Ирака, что было резко негативно встречено властями Египта. В 1991 года Египет не возвращал своего посла в Хартум и открыто предоставлял финансовую поддержку оппозиционным группам на территории Судана.
Треугольник Халаиба — территория земли около 20 500 квадратных километров на египетско-суданской границе, на которую претендуют обе страны, после обретения Суданом независимости от Великобритании в 1956 году. В 1990-х годах Египет основал военный форпост на этой территории, но в последующие два десятилетия территориальный спор не получил продолжения. В 2016 году вопрос принадлежности Треугольника Халаиба вновь встал на повестке дня двусторонних отношений, после того, как в Каире египетские власти подписали соглашение с Эр-Риядом о передаче Саудовской Аравии двух стратегически важных островов в Красном море: Тирана и Санафира. После подписания этого соглашения между Египтом и Саудовской Аравии оказалось, что изменилась египетско-суданская морская граница и по сути в одностороннем порядке признало суверенитет Египта над Треугольником Халаиба.
В декабре 2017 года Судан направил заявление в Организацию Объединённых Наций в котором указал, что категорически не приемлет сделку о передаче островов между Египтом и Саудовской Аравией. Египетские политики осудили суданское заявление и добавили, что считают Треугольник Халаиба территорией Египта. 4 января 2018 года Судан отозвал своего посла из Каира для проведения консультаций. Между тем, в ответ на претензии Судана о принадлежности Треугольника Халаиба, а также из опасений, что Турция расширяет своё влияние в регионе, Египет направил своих военнослужащих на базу ОАЭ в Эритрее, которая расположена возле границы с Суданом. Египет отрицал любое военное присутствие в Эритрее, но ущерб отношениям с Суданом уже был нанесен. Несколько дней спустя Судан закрыл границу с Эритреей и направил в этот район несколько тысяч военнослужащих. Вероятно, что Хартум пытался обострить территориальный спор с Египтом, чтобы использовать националистические настроения внутри страны и отвлечь внимание населения от серьезных внутренних проблем, в частности от увеличения цены на хлеб и другие основные товары.
В феврале 2018 года состоялась встреча министров иностранных дел Египта и Судана, по итогам которой политики сделали заявление, что страны намерены восстановить двусторонние отношения. В марте 2018 года президент Судана Омар аль-Башир распорядился вернуть посла в Каир, что стало свидетельством нормализации египетско-суданских отношений.

## Торговля
В первой половине 1989 года Судан экспортировал в Египет товаров на сумму 2 216 000 долларов США. Экспорт Судана в Египет: кунжут, семена арбуза и верблюды. Экспорт верблюдов составил сумму 120 млн долларов США. Экспорт Египта в Судан составил сумму 9 423 000 долларов США, инвестиции были сосредоточены в текстильной и других отраслях промышленности. В 2015 году Судан импортировал из Египта товаров на сумму 596 миллионов долларов США.